# Crkva sv. Kuzme i Damjana u Blagaju na Buni
Crkva sv. Kuzme i Damjana je rimokatolička crkva u Blagaju na Buni u Hercegovini. 

## Povijest
Kršćanstvo ovih krajeva datira još od 5. stoljeća. Blagaj je bio važni grad i u njemu je bila ova crkva. Izgrađena je i posvećena 1194. o čemu piše na Blagajskoj ploči. Blagajska ploča pisana je na bosanskoj ćirilici. Natpis na ploči govori o važnom središtu, barem u lokalnim okvirima. To je zato što su srednjovjekovne ceste pratile trasu starih rimskih puteva. Tako se duž tih cesta razvilo i nekoliko naselja karaktera trgovišta ili varoši. Najvažnije srednjovjekovne trgovačke ceste u zemlji prolazile su i kroz Bišće i upravno sjedište Blagaj. Blagajska ploča pronađena je tek 1912. godine blizu ruševina starog dvorca Bišća i lokaliteta Vrači. Ploča je danas nalazi u Zemaljskom muzeju Bosne i Hercegovine.Crkva sv. Kuzme i Damjana nalazila se u Podgrađu kod Blagaja, gdje je bio vladarski dvor. Dao ju je izgraditi knez Huma, tada pod vlašću Nemanjića, brat Stevana Nemanje Miroslav, koji je tad imao boravište u Blagaju. Posvetio ju je dubrovački nadbiskup Bernardin. Još jedno svjedočanstvo postojanje ove crkve je ploča pronađena tek 1955. koja govori o izgradnji crkve sv. Kuzme i Damjana u Podgrađu, te ostatci obrađenog kamena pronađeni u blizini.